# Francesc Regis
Francesc Regis Crespí (Palma di Maiorca, 30 settembre 1996) è un calciatore spagnolo, attaccante del Vanspor.

## Carriera
Ha giocato una partita nella prima divisione spagnola con l'Eibar; in seguito ha anche giocato nella prima divisione greca con l'Asteras Tripolīs.

## Statistiche

### Presenze e reti nei club
Statistiche aggiornate al 26 giugno 2022.
| Stagione                | Squadra                 | Campionato              | Campionato | Campionato | Coppe nazionali | Coppe nazionali | Coppe nazionali | Coppe continentali | Coppe continentali | Coppe continentali | Altre coppe | Altre coppe | Altre coppe | Totale | Totale |
| Stagione                | Squadra                 | Comp                    | Pres       | Reti       | Comp            | Pres            | Reti            | Comp               | Pres               | Reti               | Comp        | Pres        | Reti        | Pres   | Reti   |
| ----------------------- | ----------------------- | ----------------------- | ---------- | ---------- | --------------- | --------------- | --------------- | ------------------ | ------------------ | ------------------ | ----------- | ----------- | ----------- | ------ | ------ |
| 2015-2016               | Llosetense              | SDB                     | 33         | 3          |                 | -               | -               |                    | -                  | -                  |             | -           | -           | 33     | 3      |
| 2016-2017               | Leioa                   | SDB                     | 29         | 9          |                 | -               | -               |                    | -                  | -                  |             | -           | -           | 29     | 9      |
| 2017-2018               | Eibar                   | PD                      | 1          | 0          | CR              | 0               | 0               |                    | -                  | -                  |             | -           | -           | 1      | 0      |
| 2017-2018               | CD Vitoria              | SDB                     | 33         | 8          |                 | -               | -               |                    | -                  | -                  |             | -           | -           | 33     | 8      |
| 2018-2019               | CD Vitoria              | SDB                     | 36         | 10         |                 | -               | -               |                    | -                  | -                  |             | -           | -           | 36     | 10     |
| Totale CD Vitoria       | Totale CD Vitoria       | Totale CD Vitoria       | 69         | 18         |                 | -               | -               |                    | -                  | -                  |             | -           | -           | 69     | 18     |
| 2019-2020               | Asteras Tripolīs        | SL                      | 10+6       | 0+2        | CG              | 4               | 1               |                    | -                  | -                  |             | -           | -           | 20     | 3      |
| 2020-2021               | Asteras Tripolīs        | SL                      | 26+9       | 2+0        | CG              | 2               | 0               |                    | -                  | -                  |             | -           | -           | 37     | 2      |
| 2021-2022               | Asteras Tripolīs        | SL                      | 24+5       | 4+1        | CG              | 0               | 0               |                    | -                  | -                  |             | -           | -           | 29     | 5      |
| Totale Asteras Tripolīs | Totale Asteras Tripolīs | Totale Asteras Tripolīs | 60+20      | 6+3        |                 | 6               | 1               |                    | -                  | -                  |             | -           | -           | 86     | 10     |
| Totale carriera         | Totale carriera         | Totale carriera         | 212        | 39         |                 | 6               | 1               |                    | -                  | -                  |             | -           | -           | 218    | 40     |